# Safareig (Vallbona d'Anoia)
El Safareig és una obra de Vallbona d'Anoia (Anoia) inclosa a l'Inventari del Patrimoni Arquitectònic de Catalunya.

## Descripció
Bassa situada a un nivell inferior al del carrer, a la qual s'hi accedeix per unes escales.Té forma quadrangular i rep l'aigua des d'una petita sortida situada a una de les vores. Està protegit per una coberta plana de nova construcció.